# Campeonato Europeu de Halterofilismo de 1982

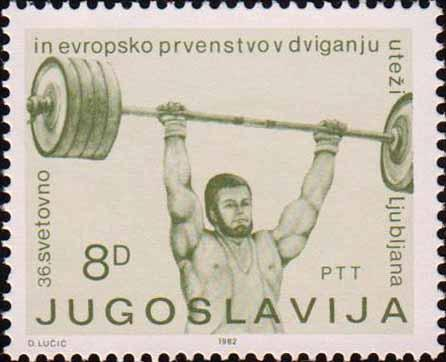
Imagem de um Atleta da Jugoslávia disputando o campeonato Europeu de Heterofilismo de 1982.

O 61º Campeonato Europeu de Halterofilismo foi organizado pela Federação Europeia de Halterofilismo em Liubliana, na Iugoslávia entre 18 a 26 de setembro de 1982. Foram disputadas 10 categorias com a presença de 138 halterofilistas de 25 nacionalidades. Essa edição foi realizada em conjunto com o Campeonato Mundial de Halterofilismo de 1982.

## Medalhistas
| Evento                       | Ouro                                | Ouro              | Prata                               | Prata             | Bronze                                      | Bronze            |
| Mosca (até 52 kg)            | Mosca (até 52 kg)                   | Mosca (até 52 kg) | Mosca (até 52 kg)                   | Mosca (até 52 kg) | Mosca (até 52 kg)                           | Mosca (até 52 kg) |
| ---------------------------- | ----------------------------------- | ----------------- | ----------------------------------- | ----------------- | ------------------------------------------- | ----------------- |
| Arranque                     | Jacek Gutowski · Polónia            | 115,0 kg          | Lubomir Khadzhiev · Bulgária        | 107,5 kg          | Stefan Leletko · Polónia                    | 107,5 kg          |
| Arremesso                    | Stefan Leletko · Polónia            | 142,5 kg          | Yenia Sarandaliev · Bulgária        | 137,5 kg          | Lubomir Khadzhiev · Bulgária                | 135,0 kg          |
| Total                        | Stefan Leletko · Polónia            | 250,0 kg          | Yenia Sarandaliev · Bulgária        | 245,0 kg          | Jacek Gutowski · Polónia                    | 245,0 kg          |
| Galo (até 56 kg)             |                                     |                   |                                     |                   |                                             |                   |
| Arranque                     | Anton Kodzhabashev · Bulgária       | 125,0 kg          | Frank Mavius · Alemanha Oriental    | 120,0 kg          | Oksen Mirzoyan · União Soviética            | 120,0 kg          |
| Arremesso                    | Anton Kodzhabashev · Bulgária       | 155,0 kg          | Oksen Mirzoyan · União Soviética    | 152,5 kg          | Andreas Letz · Alemanha Oriental            | 147,5 kg          |
| Total                        | Anton Kodzhabashev · Bulgária       | 280,0 kg          | Oksen Mirzoyan · União Soviética    | 272,5 kg          | Tadeusz Golik · Polónia                     | 270,0 kg          |
| Pena (até 60 kg)             |                                     |                   |                                     |                   |                                             |                   |
| Arranque                     | Andreas Behm · Alemanha Oriental    | 135,0 kg          | Yurik Sarkisyan · União Soviética   | 132,5 kg          | Wiesław Pawluk · Polónia                    | 125,0 kg          |
| Arremesso                    | Yurik Sarkisyan · União Soviética   | 170,0 kg          | Andreas Behm · Alemanha Oriental    | 165,0 kg          | Wiesław Pawluk · Polónia                    | 160,0 kg          |
| Total                        | Yurik Sarkisyan · União Soviética   | 302,5 kg          | Andreas Behm · Alemanha Oriental    | 300,0 kg          | Wiesław Pawluk · Polónia                    | 285,0 kg          |
| Leve (até 67,5 kg)           |                                     |                   |                                     |                   |                                             |                   |
| Arranque                     | Piotr Mandra · Polónia              | 150,0 kg          | Virgil Dociu · Roménia              | 140,0 kg          | Gregor Bialowas · Áustria                   | 135,0 kg          |
| Arremesso                    | Joachim Kunz · Alemanha Oriental    | 177,5 kg          | Piotr Mandra · Polónia              | 175,0 kg          | Virgil Dociu · Roménia                      | 170,0 kg          |
| Total                        | Piotr Mandra · Polónia              | 325,0 kg          | Virgil Dociu · Roménia              | 310,0 kg          | Gregor Bialowas · Áustria                   | 292,5 kg          |
| Médio (até 75 kg)            |                                     |                   |                                     |                   |                                             |                   |
| Arranque                     | Yanko Rusev · Bulgária              | 157,5 kg          | Vladimir Mikhalev · União Soviética | 152,5 kg          | Edward Kulis · Polónia                      | 150,0 kg          |
| Arremesso                    | Yanko Rusev · Bulgária              | 207,5 kg          | Mincho Pashov · Bulgária            | 207,5 kg          | Karl-Heinz Radschinsky · Alemanha Ocidental | 192,5 kg          |
| Total                        | Yanko Rusev · Bulgária              | 365,0 kg          | Mincho Pashov · Bulgária            | 357,5 kg          | Vladimir Mikhalev · União Soviética         | 345,0 kg          |
| Pesado-ligeiro (até 82,5 kg) |                                     |                   |                                     |                   |                                             |                   |
| Arranque                     | Asen Zlatev · Bulgária              | 180,0 kg          | Aleksandr Pervy · União Soviética   | 175,0 kg          | Janusz Alchimowicz · Polónia                | 160,0 kg          |
| Arremesso                    | Asen Zlatev · Bulgária              | 220,0 kg          | Aleksandr Pervy · União Soviética   | 217,5 kg          | Horst Appel · Alemanha Oriental             | 195,0 kg          |
| Total                        | Asen Zlatev · Bulgária              | 400,0 kg          | Aleksandr Pervy · União Soviética   | 392,5 kg          | Bertalan Mandzák · Hungria                  | 350,0 kg          |
| Meio-pesado (até 90 kg)      |                                     |                   |                                     |                   |                                             |                   |
| Arranque                     | Blagoy Blagoev · Bulgária           | 192,5 kg          | Yurik Vardanyan · União Soviética   | 185,0 kg          | Péter Baczakó · Hungria                     | 170,0 kg          |
| Arremesso                    | Blagoy Blagoev · Bulgária           | 222,5 kg          | Andrzej Piotrowski · Polónia        | 212,5 kg          | Yurik Vardanyan · União Soviética           | 210,0 kg          |
| Total                        | Blagoy Blagoev · Bulgária           | 415,0 kg          | Yurik Vardanyan · União Soviética   | 395,0 kg          | Frank Mantek · Alemanha Oriental            | 377,5 kg          |
| Pesado I (até 100 kg)        |                                     |                   |                                     |                   |                                             |                   |
| Arranque                     | Yury Zakharevich · União Soviética  | 195,0 kg          | Viktor Sots · União Soviética       | 190,0 kg          | Bruno Matykiewicz · Tchecoslováquia         | 180,0 kg          |
| Arremesso                    | Viktor Sots · União Soviética       | 232,5 kg          | Yury Zakharevich · União Soviética  | 225,0 kg          | Bruno Matykiewicz · Tchecoslováquia         | 217,5 kg          |
| Total                        | Viktor Sots · União Soviética       | 422,5 kg          | Yury Zakharevich · União Soviética  | 420,0 kg          | Bruno Matykiewicz · Tchecoslováquia         | 397,5 kg          |
| Pesado II (até 110 kg)       |                                     |                   |                                     |                   |                                             |                   |
| Arranque                     | Sergey Arakelov · União Soviética   | 190,0 kg          | Vyacheslav Klokov · União Soviética | 190,0 kg          | Yordan Chalakov · Bulgária                  | 180,0 kg          |
| Arremesso                    | Sergey Arakelov · União Soviética   | 237,5 kg          | Vyacheslav Klokov · União Soviética | 237,5 kg          | Anton Baraniak · Tchecoslováquia            | 230,0 kg          |
| Total                        | Sergey Arakelov · União Soviética   | 427,5 kg          | Vyacheslav Klokov · União Soviética | 427,5 kg          | Anton Baraniak · Tchecoslováquia            | 405,0 kg          |
| Superpesado (+ 110 kg)       |                                     |                   |                                     |                   |                                             |                   |
| Arranque                     | Antonio Krastev · Bulgária          | 200,0 kg          | Anatoly Pisarenko · União Soviética | 197,5 kg          | Pavel Khek · Tchecoslováquia                | 192,5 kg          |
| Arremesso                    | Anatoly Pisarenko · União Soviética | 247,5 kg          | Antonio Krastev · Bulgária          | 242,5 kg          | Bohuslav Braum · Tchecoslováquia            | 230,0 kg          |
| Total                        | Anatoly Pisarenko · União Soviética | 445,0 kg          | Antonio Krastev · Bulgária          | 442,5 kg          | Bohuslav Braum · Tchecoslováquia            | 420,0 kg          |

## Quadro de medalhas
Quadro de medalhas no total combinado
| Ordem | País              | Medalha de ouro | Medalha de prata | Medalha de bronze | Total |
| ----- | ----------------- | --------------- | ---------------- | ----------------- | ----- |
| 1     | União Soviética   | 4               | 5                | 1                 | 10    |
| 2     | Bulgária          | 4               | 3                | 0                 | 7     |
| 3     | Polónia           | 2               | 0                | 3                 | 5     |
| 4     | Alemanha Oriental | 0               | 1                | 1                 | 2     |
| 5     | Roménia           | 0               | 1                | 0                 | 1     |
| 6     | Tchecoslováquia   | 0               | 0                | 3                 | 3     |
| 7     | Áustria           | 0               | 0                | 1                 | 1     |
| 7     | Hungria           | 0               | 0                | 1                 | 1     |
| Total | Total             | 10              | 10               | 10                | 30    |